# Dave Crampton
David William Crampton (sinh ngày 9 tháng 6 năm 1949) là một cầu thủ bóng đá người Anh thi đấu ở vị trí thủ môn ở Football League cho Darlington. Ông bắt đầu sự nghiệp ở bóng đá non-league với Spennymoor United, và đầu quân cho Blackburn Rovers mà không thi đấu trận nào.